# Islas Chiswell
Las islas Chiswell (en inglés: Chiswell Islands) son un grupo de islas con formaciones rocosas ubicadas en Seward, Alaska, Estados Unidos. Estas islas se encuentran deshabitadas y sólo son accesibles vía marítima o aérea.
La zona es muy activa sísmicamente. En las ilustraciones se nota un paisaje rugoso y áspero; estas islas contienen labraciones hechas por las elevadas olas. Se elevan verticalmente sobre el mar. Las estrellas de mar, los cirrípedos y otras especies marinas crecen abundantemente en este hábitat rocoso. De igual forma, en estas islas habitan millones de aves marinas, mamíferos y una pequeña colonia de leones marinos de Steller que actualmente se encuentran en peligro de extinción.
Anualmente millones de aves de diversas especies anidan en las islas. Entre las más comunes se encuentran las gaviotas, los frailecillos y las alcas.